# 2016年度香港行政長官施政報告

本施政報告封面

《2016年度香港行政長官施政報告》，是香港行政長官梁振英發表的第四份施政報告，於2016年1月13日在香港立法會發表，主題為「創新經濟 改善民生 促進和諧 繁榮共享」。此份施政報告共有26,628字。報告全文提及一帶一路達40次，加強與內地及鄰近地區合作，同時提出了教育、醫療等範疇的政策方向，亦有不少細微的民生措施。
此份施政報告是香港大學民意研究計劃中滿意淨值最低、評分最低的施政報告。施政報告獲得正反雙方的評價。建制派讚揚施政報告在經濟發展和民生方面的建議。不過，多個組織和民調都表示對施政報告不滿意，泛民主派亦批評梁振英未有在施政報告中真正照顧香港人的各種需要，亦未反映近期備受關注的議題。有批評更指梁振英在報告中大幅提及「一帶一路」，只是為尋求連任而討好中央政府。

## 內容

### 經貿及勞工
金融業方面，施政報告提及2015年推出的電子支票服務，又認為滬港通以及基金互認安排可以為香港鞏固國際金融中心和全球離岸人民幣業務樞紐的地位，提供更多人民幣投資產品；施政報告表示，香港政府將會繼續完善金融業發展的法律框架和建立有利的稅務環境，把握中华人民共和国改革開放帶來的機遇，並推動香港成為金融科技中心。
施政報告表示，政府決定推行新的農業政策，例如設立農業園、研究設定農業優先區、成立港幣五億元的「農業持續發展基金」，加強對農民的支援，為農產品進行市場推廣，建立品牌。施政報告亦介紹香港提供法律和爭議解決服務（如仲裁和調解）的角色，例如中國海事仲裁委員會、海牙國際私法會議、國際商會國際仲裁院均在香港設立辦事處或仲裁中心，而律政司將會繼續推動這些專業服務的發展。
施政報告的經濟部份有不少配合中华人民共和国「一帶一路」（即「絲綢之路經濟帶」和「21世紀海上絲綢之路」）合作概念的政策構想，例如成立相關的督導委員會和辦公室，負責研究香港參與「一帶一路」合作的策略；報告指政府已向中央表明有意加入亚洲基础设施投资银行，又建議香港担任集资和融资平台，為外国提供發展基建的贷款。
梁振英在施政報告指出，香港的建造業面對人手問題，需要適時輸入外籍勞工，應付社會的需求，但同時要保障本地技工優先就業，以及繼續推動培訓；政府也會成立建造業招聘中心，協助承建商聘請本地工人，為本地建造業人員提供就業輔導，並舉行招聘會。

### 房屋及交通

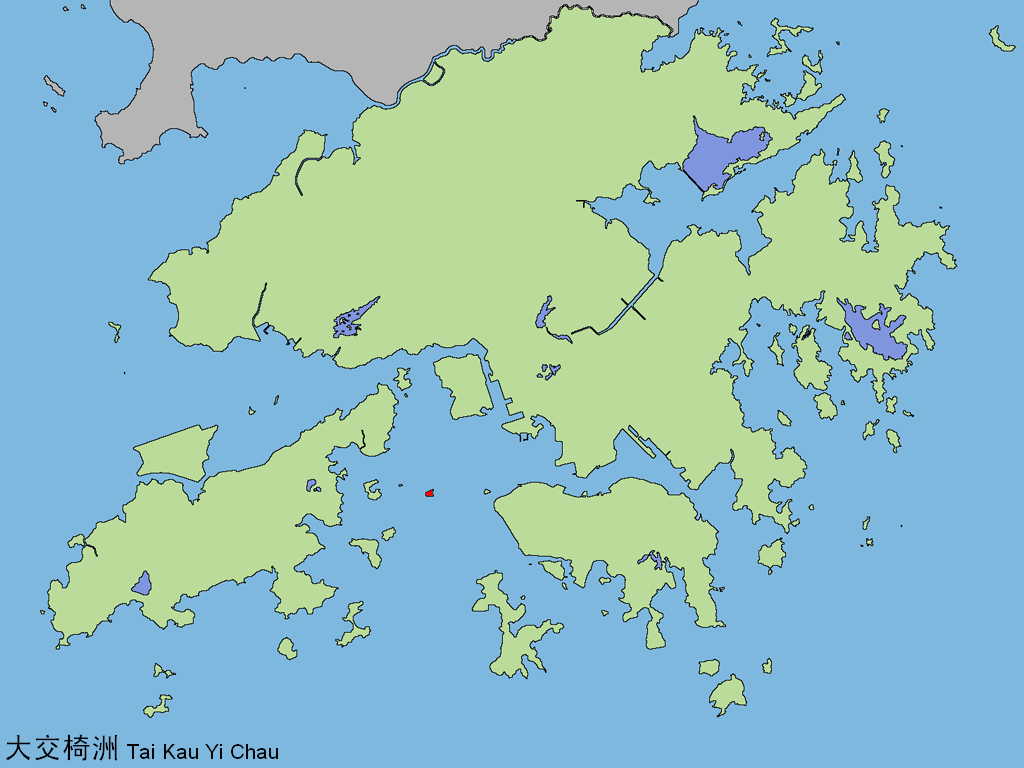
施政報告提出在交椅洲附近興建人工島，圖為交椅洲在香港的位置。

施政報告表示，香港在2016年至2021年將會興建約97,100個公營住宅單位，其中有20,400個為資助出售單位；而三至四年內預計會提供約87,000個一手私營單位，是2004年9月以來最高的一次。
施政報告引述大嶼山發展諮詢委員會的工作報告，提出把大嶼山北岸發展為「經濟及房屋走廊」，計劃令該地區人口達到40萬至70萬，並成為香港第三個中心商务区；報告建議把大嶼山北岸東北部用作康樂用途，住屋集中在東涌和小蠔灣，而交椅洲附近亦會興建連接香港島、大嶼山及新界西的人工島。施政報告也建議把用作放置建築廢料的將軍澳第137區改為商住社區；《香港經濟日報》引述市場估計數字，認為有關項目潛在供應超過30,000個私人住宅單位。此外，香港政府將研究在維多利亞港外進行填海工程，以及發展岩洞和地下空間；施政報告指，政府正在全速推行各項新市鎮的建設和擴展計劃，估計古洞北／粉嶺北新市鎮、北大嶼山新市鎮擴展、洪水橋新市鎮、發展元朗南四項工程共可供應超過197,000個單位，在七年內陸續落成、供市民居住。
施政報告指出，香港有不少斜坡有很多梯級，因此政府會爭取在多個地區開展升降機及行人通道系統工程，在九龍灣商貿區建設高架行人道及行人天橋，以及逐步改良公共人行道的無障礙設施；報告亦有其他交通方面的措施，包括研究以科技協助有需要的行人橫過馬路、研究增加公共小型巴士座位數量、資助巴士站增加座位等候設施等。

### 教育
施政報告希望香港能把握優勢來建設教育、文化及青年交流平台，發展港人與「一帶一路」沿線國家人民的交往，具體建議包括鼓勵香港學校相關科目和活動中加入與這些國家有關的內容、在優質教育基金加入相關主題，以及提供獎學金來資助「一帶一路」國家的學生到香港升學。
施政報告推出了關於學前教育的政策，香港政府將會在2017/18學年開始落實免費幼稚園教育，學童預計可以免學費入讀一定比例的非牟利半日制幼稚園，而關愛基金則會考慮在16/17學年為有經濟需要家庭的學童提供津貼，資助他們就讀幼稚園；此外，政府會資助符合資格的幼稚園，降低師生比例，並鼓勵幼稚園訂下具競爭力的薪酬水平。施政報告又建議成立「資優教育基金」，支持香港資優教育學苑培育資優學童；報告亦提出向全港津貼學校提供應用學習課程、延長「職業教育和就業支援先導計劃」、資助更多學生到中國大陸升學，並額外增加1,000個中學學位教師職位。
職業教育方面，香港政府表示會預留土地，供職業訓練局用作興建校舍；而香港機場管理局和港鐵公司將會分別成立學院，專門培儲這些方面的人才。

### 公共衞生

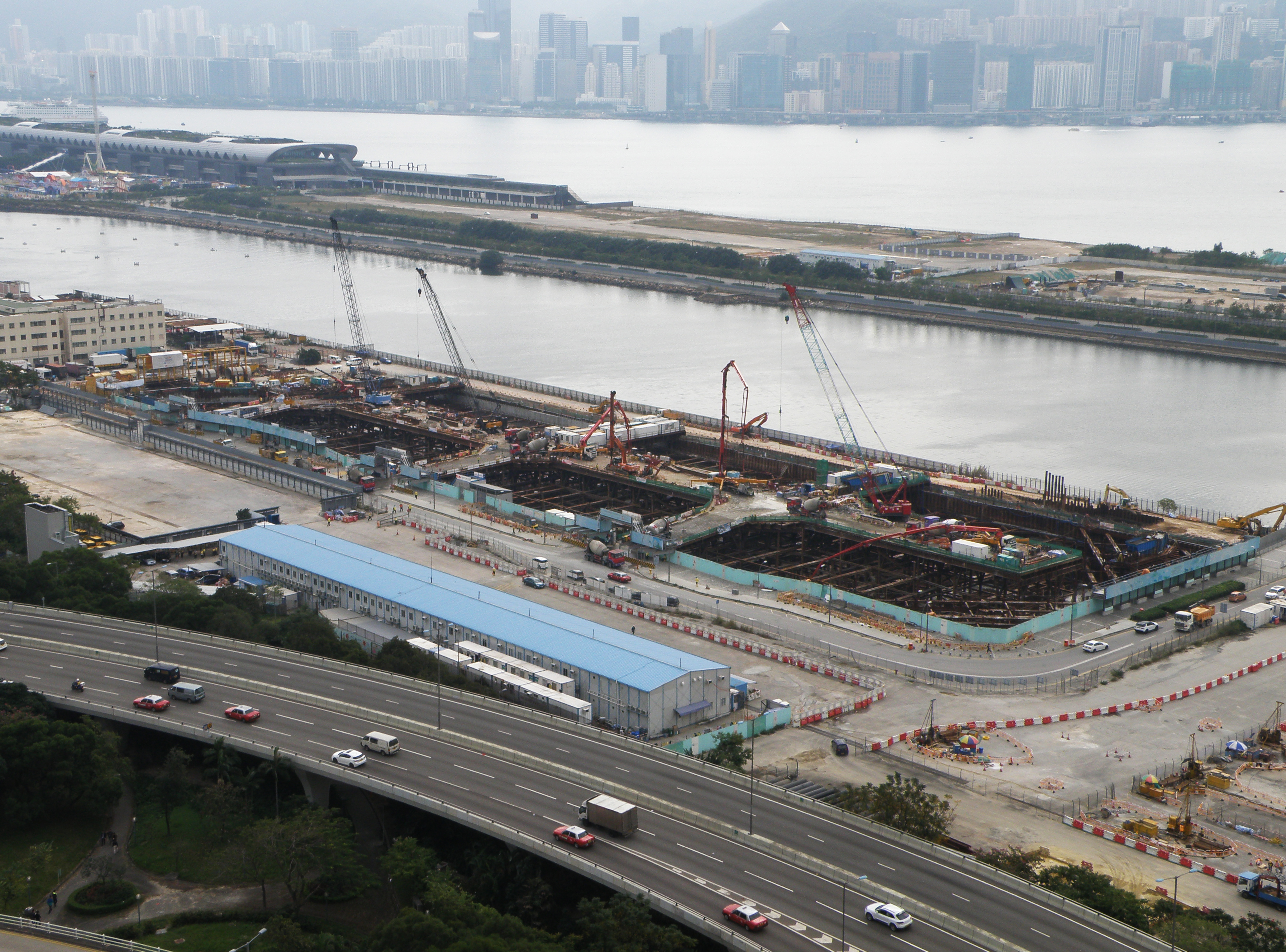
圖為施政報告提及的香港兒童醫院。

梁振英在施政報告中表示，人口老化問題將會令香港的醫療服務承受重大壓力，醫院管理局將會在2016年增設約230張病床，並增加各類服務的節數或名額；報告指出，香港政府和醫院管理局制定了新建、重建或擴建醫院的計劃，將會2016年至2026年動用港幣2,000億元落實這些項目，而天水圍醫院和香港兒童醫院將會在2016年至2017年先後落成。政府也建議常規化和優化目前正處於試驗性質的「臨床公私營協作計劃」，以及籌備推行自願醫療保險計劃。
施政報告指，政府將推行「到校學前康復服務試驗計劃」，協助弱能兒童獲得支援，而衞生署將會再設立一所兒童體能智力測驗中心，令有需要的兒童能夠在六個月內接受評估及診斷。政府建議把兩項疫苗注射計劃的範圍恆常化地擴展至所有智障人士及65歲或以上長者，又邀請關愛基金考慮為低收入家庭的少女提供免費子宮頸癌疫苗注射服務。
施政報告指出，政府已逐步落實「中醫中藥發展委員會」對香港中醫藥發展的建議，例如推行「中西醫協作先導計劃」、興建中藥檢測中心等，亦在將軍澳預留了一幅用作發展中醫醫院的土地。

### 其他
施政報告提出了一系列旨在支持創新科技發展的政策，例如成立「創科生活基金」來資助提升生活素質的應用創新科技項目，而2015年成立的創新及科技局則會統籌科學園、數碼港、工業邨、生產力促進局、各所大學等機構；政府計劃提升免費Wi-Fi的覆蓋率、速度和安全性，在公共屋邨、公立醫院、街市等設施提供免費Wi-Fi。施政報告指，政府將會繼續發展科學園、工業邨和數碼港，收回工業邨內已停用的廠房，並在邨內的剩餘土地興建用作出租予創新科技產業的大廈。施政報告提及，政府計劃在古洞和洪水橋開發智慧城市。
環境保護方面，施政報告闡述了香港政府過往的環保措施，例如推出協助回收業的「回收基金」、推動乾淨回收運動；報告也提出了新的環境保護政策，包括教育公眾珍惜食物、研究廢物管理方案、開展環保基建等。施政報告也建議逐步香港的象牙貿易，並對象牙走私活動予以嚴厲打擊。
在本份施政報告發表前的一段時間，有報章揭發南亞及非洲假借酷刑聲請來港，並參與黑社會活動、非法勞工、毒品交易等非法行為，影響香港治安。為此，施政報告提出檢討政治目前處理免遣返聲請的政策，並加快審核酷刑聲請。
唯市民關心的勞工保障問題，包括退休保障和取消強積金對沖安排，施政報告很少觸及。

## 各方反應
香港大學民意研究計劃：
受訪者對施政報告的滿意程度
資料來源：

### 民意調查
梁振英發表本份施政報告後，香港大學民意研究計劃就市民對報告的滿意程度進行民意調查，共有608名香港市民在電話上接受訪問；他們對本份施政報告的滿意率約為19%，不滿率約為39%，對報告的平均評分為41.1分（以100分為滿分），是歷來滿意淨值最低、評分最低的香港行政長官施政報告。數據分析顯示，受訪者愈年輕，愈傾向不滿意本份施政報告。
此外，香港社會服務聯會（社聯）亦訪問了538名18歲以上、操粵語的市民，逾半受訪者認為施政報告中扶貧措施對改善低收入人士生活的效用小，40%受訪者認為無助促進殘疾人士就業。
而梁振英出席電台聯合舉辦的烽煙節目，不少市民表達對施政報告不滿，認為政府投放10億元資助「一帶一路」地區學生來港升學，忽略本港學生也不夠資助學位讀書的問題。

### 政黨

#### 建制派
民主建港協進聯盟對本份施政報告予以正面評價，讚揚報告務實地回應了大眾的訴求，經濟發展的方向宏觀長遠，亦就民生議題提出具體建議；民建聯認為施政報告能回應該黨的多項訴求，又希望有關部門精簡工作流程，從而盡快落實報告提出的建議，但民建聯主席李慧琼不滿施政報告沒有回應近期的經濟警號。香港經濟民生聯盟（經民聯）多名成員對施政報告持正面評價，形容本份報告是「務實平穩、把握機遇、關顧社群、惠及民生」，並讚揚報告內配合「一帶一路」的政策、發展智慧城市的建議、建屋目標以及推行免費半日制幼兒教育。不過，經民聯秘書長石禮謙指本份施政報告未解決勞工短缺的問題，期望可以真正輸入外籍勞工，避免建築項目成本上升或延遲落成。
新民黨常務副主席田北辰認為，本份施政報告沒有關於解決香港社會對立和深層次矛盾的建議，是「演變得壁壘分明的零和遊戲」，憂慮民眾會失去對政府施政的信心；他批評施政報告沒有探討學前至小學的教育理念，沒有提升港人英語水平的建議，金融業的發展計劃流於沒有實際措施支持的空談。自由黨黨魁方剛以「虛無縹緲、乏善足陳」來形容新一份的施政報告，榮譽主席田北俊批評本份施政報告過於長遠，而配合「一帶一路」的措施是做給中央政府看；他指香港的中小企業正處於水深火熱之中，卻沒有可能參與多是大型投資的「一帶一路」。

#### 泛民主派
民主黨對本份施政報告相當反感，該黨批評報告沒有以香港市民的福祉為依歸，是為自己連任而討好中央政府。單仲偕直指這份報告是「梁振英就『一帶一路、向中央擦鞋、為爭取連任』的報告書」，而非屬於香港人的施政報告。另外，何俊仁質疑施政報告完全沒有提及銅鑼灣書店股東及員工失蹤事件（疑似有中國內地人員到香港執法）、廣深港高速鐵路香港段一地兩檢安排、興建香港國際機場第三條跑道等當時備受關注的議題。他又在扶貧、安老和醫療的政策方面，批評施政報告只是重覆政策局及執行部門所跟進的工作，並無實質內容，只是「政治化妝」。
同屬泛民主派的工黨和新民主同盟均批評施政報告之所以大篇幅提及「一帶一路」，是為了討好中央政府。工黨李卓人形容施政報告「全面赤化，賣港求榮，民主走數，廁格突破」，指出報告只提及4次退休保障和1次標準工時，卻提及了逾40次「一帶一路」。同屬工黨的何秀蘭批評施政報告只是舊調重提，環境、保安、文化議題都跟去年的內容重覆。新民主同盟指出報告提及「香港」及「本地」的次數僅有「一帶一路」的一半，故認為施政報告無視香港人的需求，只顧及中國內地利益。例如新民主同盟質疑為何要擴大「內地大學升學資助計劃」的資助範圍，而不直接大幅增加香港的大學學額，以協助有經濟需要的學生升學。

### 其他組織
香港教育專業人員協會（教協）以「治標不力 治本無方 梁振英教育施政令人失望」為題撰寫新聞稿，指施政報告觸及教育議題的篇幅較過往三份施政報告多，但未能徹底解決積壓問題，亦未有觸及一些重大議題，包括中學班師比例問題、年輕教師難以入職、中學小班教學、全日制幼稚園營運困難、大學資助學額不足等等。教協支持關於應用學習課程和提升教育心理學家比例的建議，但同時對幼兒教育、幼稚園教師薪酬、鼓勵學生到中國大陸交流等議題提出質疑或憂慮，又批評報告沒有探討引起社會熱烈討論的小三全港性系統評估（TSA）存廢問題。
香港教育工作者聯會（教聯會）認為施政報告對教育事務「著墨不足、措施零碎、欠缺新猷」，未有解決在教育方面長期累積的問題，亦沒有談及香港教育未來發展的方向；不過仍指施政報告回應了教育界的部份訴求。教聯會雖然讚揚本份施政報告擴大資助內地升學、資助應用學習課程等措施；但不滿報告沒有改善教師待遇、沒有重設幼稚園教師薪級表、對電子學習支援不足，並提出多項要求。
世界自然基金會香港分會對施政報告中的部分保育政策表示歡迎，並提出多項期望，但批評施政報告中發展大嶼山的方案偏重經濟，缺乏保育當地生態的具體措施。

## 外部連結
- 2016年施政報告官方網站（页面存档备份，存于）